# Marmarika

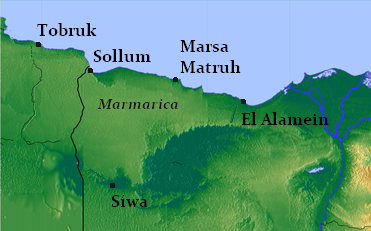
Mapa Marmariky, jsou vidět největší města a přibližné hranice oblasti

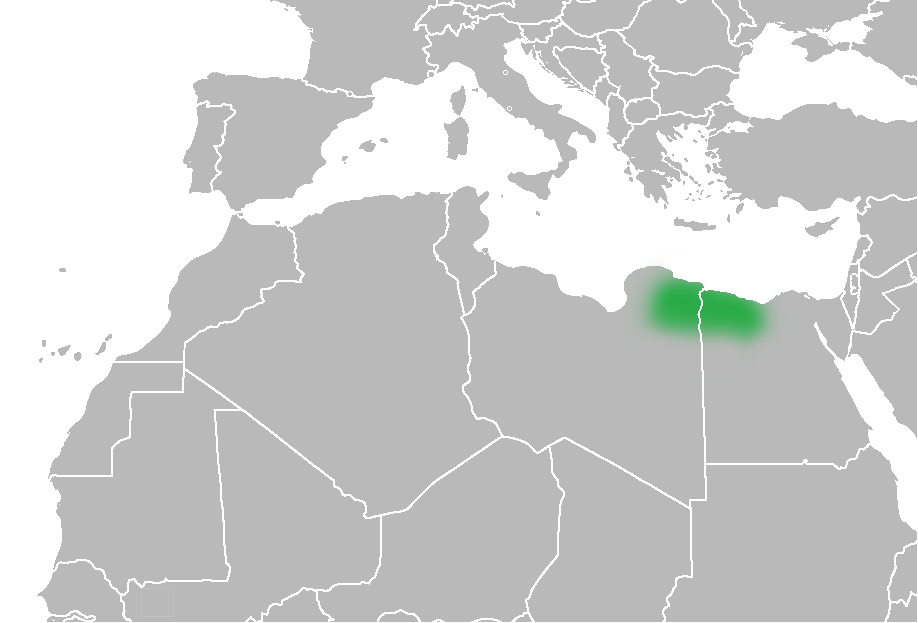
Přibližná oblast v Egyptu a Libyi

Marmarika (latinsky: Marmarica) je historicko-geografický region rozkládající se na pobřeží středozemního moře, na severozápadě Egypta a severovýchodě Libye. Název Marmarika je latinský a pochází od Římanů, kteří zdejší provincii pojmenovali od berberského kmene Marmaridů. Marmarika byla spolu se sousední Kyrenaikou hlavním bojištěm druhé světové války v Africe.
Marmarika nemá přesné vymezení ani hranice. Na východě sahají její hranice až k městu El Alamein. Jižní a jihovýchodní hranici tvoří Kattarská proláklina. Na jihu zasahuje Marmarika až k oáze Siwa v Egyptě, poté je rozdělena egyptsko-libyjskou hranicí a na libyjské straně zasahuje k oáze Jarabub. Na západě její území dosahuje přibližně až k Bir Hacheim a vede směrem k moři téměř až k městu Gazala.
Hlavní centrem oblasti býval Tobruk, na egyptské straně také Marsa Matruh. Další významná města jsou egyptské: Sidí Barráni, Sollúm (ležící na egyptské straně hranice s Libyí),  z libyjských měst to jsou kromě Tobruku, Bir Hacheim, Knightsbridge a Gazala.